# Шаян (Казахстан)
Шая́н (каз. Шаян) — село, центр району Байдібека Туркестанської області Казахстану. Адміністративний центр та єдиний населений пункт Шаянського сільського округу.
Населення — 9814 осіб (2021; 8510 у 2009, 7763 у 1999, 8010 у 1989).